# Maameltein
Maameltein est un quartier de Jounieh dans le district de Kesrouan au Liban.
On y trouve le Casino du Liban. C'est un des quartiers « chauds » de Jounieh,.

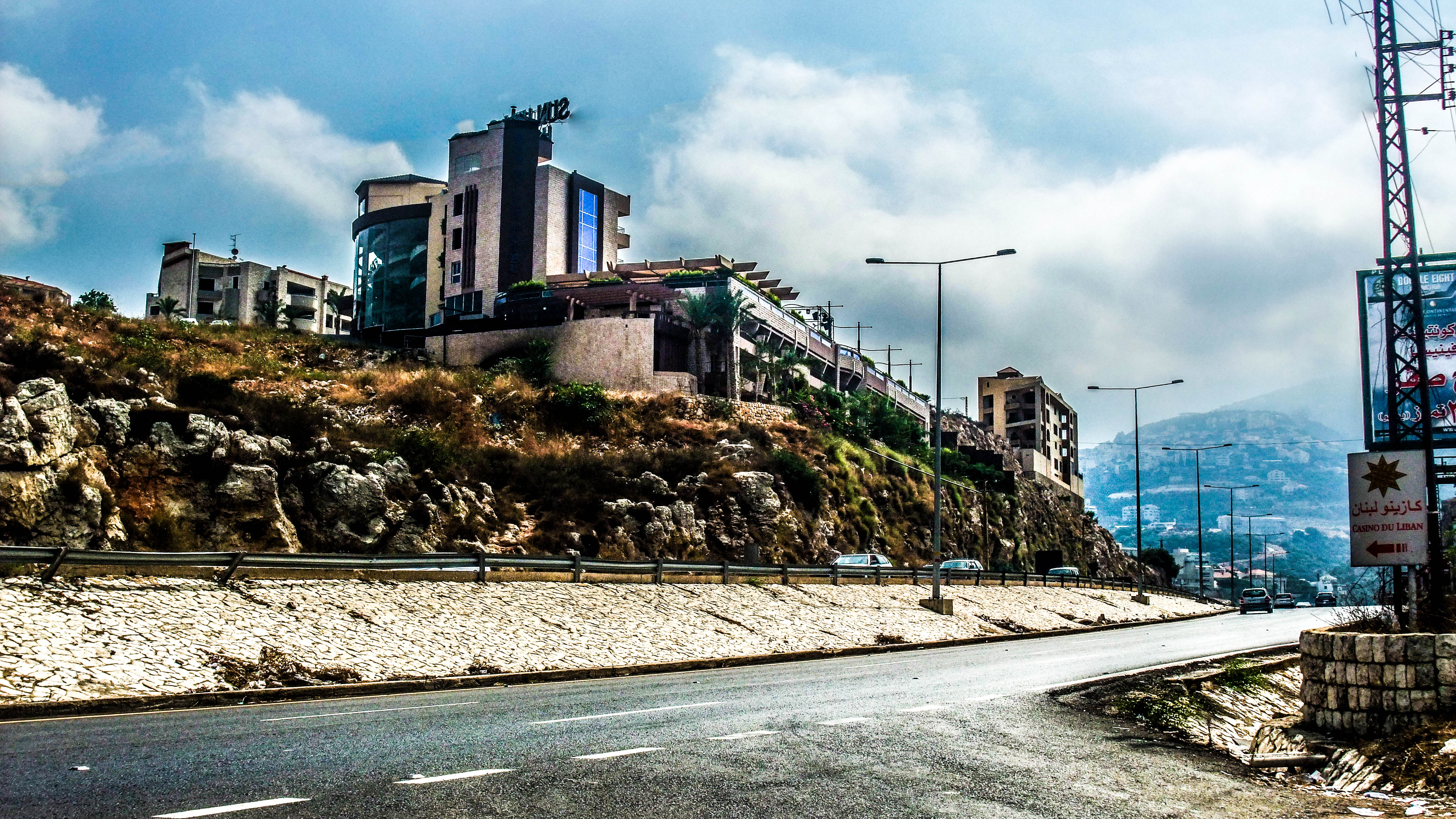
Route de Maameltein en 2014.